# Sinopanorpa tincta
Sinopanorpa tincta är en näbbsländeart som först beskrevs av Navás 1931.  Sinopanorpa tincta ingår i släktet Sinopanorpa och familjen skorpionsländor. Inga underarter finns listade i Catalogue of Life.